# Paul Swinnerton
Paul Swinnerton (* 12. Mai 1958 in Stoke-on-Trent) ist ein ehemaliger britischer Radrennfahrer und Meister im Radsport.

## Sportliche Laufbahn
Swinnerton entstammt einer Radsportlerfamilie. Seine Großeltern eröffneten bereits 1915 ein Fahrradgeschäft in Fenton, das von der Familie weitergeführt wurde. Sein Vater Roy Swinnerton war britischer Meister im Radsport und Gründer des Vereins Stoke ACCS, in dem Paul mit dem Radsport begann.
1976 wurde Swinnerton hinter Trevor Gadd Zweiter in der White Hope Sprint Trophy, dem bedeutendsten Sprintturnier für Nachwuchsfahrer in Großbritannien. 1977 gewann er die Trophy. 1979 gewann er die nationale Meisterschaft im 1000-Meter-Zeitfahren. 1981 wurde er britischer Meister im Sprint, 1983 siegte er in der Meisterschaft im Tandemrennen mit Paul Sydenham als Partner. 1978, 1979 und 1982 wurde er Vize-Meister im Tandemrennen mit Peter Humphries als Partner. 1982 und 1984 gewann er Silber in der Sprintmeisterschaft, 1979 und 1983 jeweils Bronze. 
Bei den Commonwealth Games 1978 war er für England im Sprint und im 1000-Meter-Zeitfahren am Start. 1980 hatte er sich bereits für die Teilnahme an den Olympischen Sommerspielen in Moskau qualifiziert, erkrankte aber kurz vor den Spielen. Mehrfach startete er in den Wettbewerben der UCI-Bahn-Weltmeisterschaften.
1984 beendete er seine Radsportkarriere und wandte sich dem Kampfsport zu.

## Familiäres
Pauls Zwillingsschwester Catherine Swinnerton war zweifache britische Meisterin im Straßenrennen. Seine Geschwister Bernadette, Margaret, Mark und Bernard waren ebenfalls im Radsport aktiv.